# Апостольская префектура Синсяна
Апостольский префектура Синсяна (лат. Apostolica Praefectura Sinsiangensis) — апостольская префектура Римско-Католической церкви с центром в городе Синьсян, Китай. Апостольская префектура Синсяна подчиняется непосредственно Святому Престолу.

## История
7 июля 1936 года Римский папа Пий XI издал буллу Ad maiorem, которой учредил апостольскую префектуру Синсяна, выделив её из апостольского викариата Цзисяня (сегодня - Епархия Цзисяня).

## Ординарии апостольской префектуры
- священник Thomas Megan (1936 — 1948);
- священник Johannes Schütte (1948 — 1958);
  - Sede vacante — с 1958 года по 1990 год;
- Joseph Zhang Weizhu (1990 - по настоящее время).

## Источник
- Annuario Pontificio, Libreria Editrice Vaticana, Città del Vaticano, 2003, ISBN 88-209-7422-3
- Булла Ad maiorem, AAS 29 (1937), стр. 23  (лат.)